# 巢蝦屬
巢蝦（學名：Chaocaris）是生存於石炭紀的一屬臀頭蝦類。目前僅發現一種，即中華巢蝦，其化石於中國安徽巢縣銀屏公社王家村水庫附近下石炭紀高驪山組發現。

## 特徵
頭胸甲頸溝向前拱曲，與前側角刺相連接。中背肋粗而凸起。頸溝之下具有一對細的後中背肋，被兩條寬而平的中槽分隔開，槽之間為一條細淺的中溝。後中背肋向後延伸至後緣，在其端部形成短小的後緣刺。側緣寬而圓滑，具有兩條寬而平的側緣脊。粗長的胃瘤隆突，使與中背肋之間的“胃區”深陷。
中華巢蝦的頭胸甲近卵形，長5.3毫米，寬4.7毫米。前側角鈍，頂端呈短刺狀突出。後側角刺比前側角刺發育，末端十分犀利。頸溝凹陷甚深，不伸達側緣，而是在頸溝中點距側緣的2/3處急轉向前延伸，直達前側角，向前延伸部分的頸溝逐漸變淺。額劍未保存，但可見及殘留的
基部與中背肋相連。頸瘤大而圓，位於側緣與頸溝之間，左側的比右側的保存得清楚。額劍兩側的前緣向內凹陷，並有加厚現象，可能是觸角、眼區所在的位置。前中背肋粗而凸起，呈中間粗兩端細的披針形，其後端止於頸溝中點處，肋之中軸部位發育有一列較粗的瘤狀構造。沿頸溝內側有一對長瘤狀物，其與中背肋之間為凹陷區，可能是“胃區”所處的部位。頸溝中點之下是一條細淺的中背溝，沿其兩側為寬而斜的中背槽，槽之邊緣各為凸起的後中背肋，肋上有一排凸起的小瘤構造。一對後中背肋向後延伸，與後緣相交，末端伸出一對如刺芽狀的後緣刺，發育得相當清楚。兩對縱側脊都比較細，向後均延伸至後側角處，內縱側脊短，僅為外縱側脊長度的2/3，外縱側脊自頸溝處開始發育。側緣寬，邊緣無鋸齒狀構造，有兩條寬而平的側緣脊。襯邊極窄。頭胸甲上具有許多密集的細孔狀裝飾。